# Гаспарян, Самсон Гаспарович
Самсон Гаспарович Гаспарян (арм. Սամսոն Գասպարի Գասպարյան, 12 ноября 1909, Догубаязит, Эрзурум — 11 июля 1974, Ереван) — армянский советский музыкант и музыковед. Ректор Ереванской консерватории. Заслуженный деятель искусств Армянской ССР (1945).

## Биография
С 1937 по 1940 год учился в Ленинградском заочном музыкальном институте. В 1962 окончил Ереванскую консерваторию по историко-музыковедческой специальности. Кандидат искусствоведения (1962).
В 1937—1938 заместитель директора, в 1938—1940 директор Ереванской консерватории.
В 1941—1945 заместитель начальника Управления по делам искусств Армянской ССР. С 1943 по 1945 год возглавлял Театр имени Сундукяна. В 1947—1949 — министр кинематографии Армянской ССР. В 1949—1954 директор Театрального музея. С 1954 заместитель министра культуры Армянской ССР.

## Память

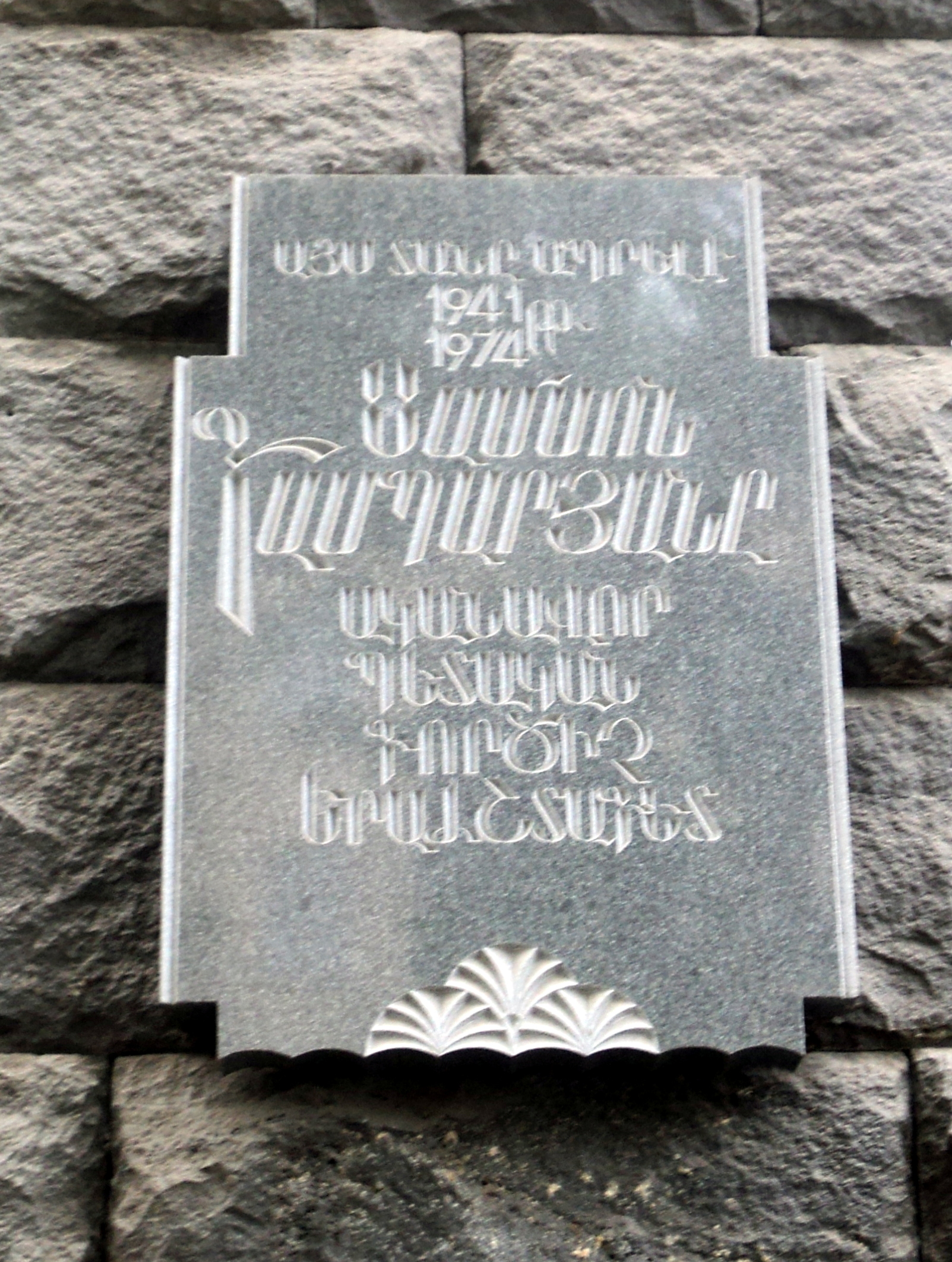
Мемориальная доска в Ереване. Проспект Маштоца